# Paul Lay

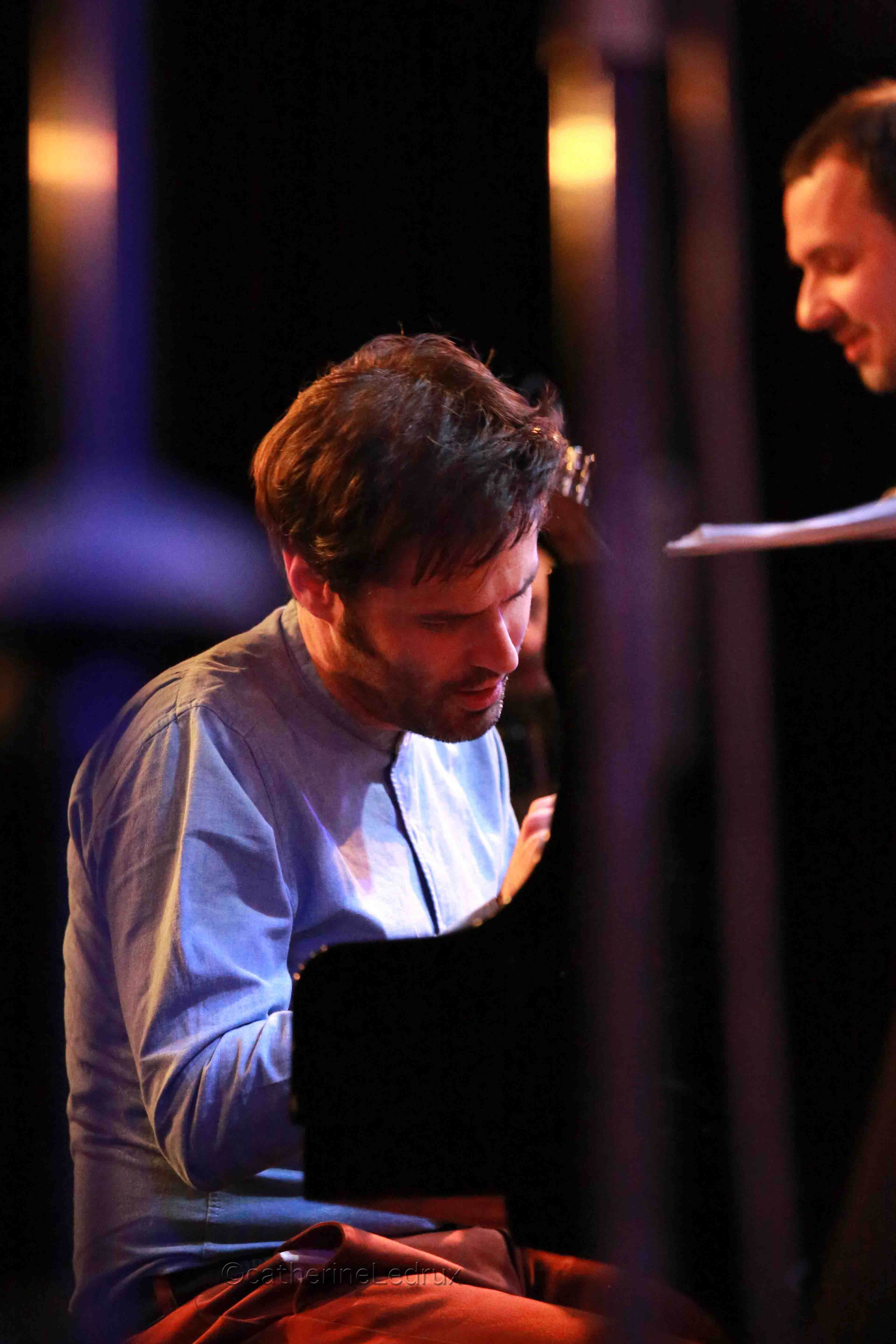
Paul Lay

Paul Lay (* 22. Juli 1984 in Orthez) ist ein französischer Jazzmusiker (Piano, Komposition).

## Leben und Wirken
Lay stammt aus einer Musikerfamilie; die Mutter, eine Sängerin, übernahm seine musikalische Früherziehung. Er studierte am Regionalkonservatorium in Toulouse, dann im Jazz- und Improvisationsstudiengang am Conservatoire national supérieur de musique et de danse de Paris bei Hervé Sellin, François Théberge, Glenn Ferris, Dré Pallemaerts und Riccardo Del Fra.
Nach seinem Studienabschluss trat Lay dem Quintett von Riccardo Del Fra bei. 2010 legte er ein erstes Album mit seinem eigenen Trio, Unveiling, vor. 2012 wechselte er zu Ping Machine, der Gruppe von Frédéric Maurin, wo er Benjamin Moussay ersetzte.
Auf seinem zweiten Album Mikado (2014) spielte er im Quartett mit dem Saxophonisten Antonin-Tri Hoang, dem Kontrabassisten Clemens van der Feen und seinem ehemaligen Lehrer Dré Pallemaerts.
Gemeinsam mit dem Videomacher Olivier Garouste entwickelte er eine Video-Performance mit dem Titel Billie Holiday passionnément, die zum 100. Geburtstag der Sängerin in Nantes Premiere hatte. 2017 veröffentlichte Lay das Album Alcazar Memories (mit Sängerin Isabel Sörling und dem Kontrabassisten Simon Tailleu und provenzalischen Liedern und Tänzen als Ausgangspunkt). Zudem erschien das Album The Party, das im Trio mit Dré Pallemaerts und Clemens van der Feen entstand.
Im Jahr 2018 erschien zu Ehren von Louis Armstrong Thanks a Million, ein Duo mit Éric Le Lann. Daneben arbeitet er weiterhin in den Gruppen von Riccardo Del Fra, Géraldine Laurent, Éric Le Lann oder Shauli Einav. Außerdem begleitete er Barbara Hendricks am Internationalen Tag des Jazz 2012 bei der UNESCO und nahm mit dem AUM Grand Ensemble auf.

## Preise und Auszeichnungen
Lay hat zahlreiche Preise bei nationalen und internationalen Wettbewerben gewonnen (Solistenpreis beim Jazzwettbewerb von La Défense, Preis des Internationalen Pianojazz-Wettbewerbs Moskau, des Martial-Solal-Wettbewerbs und der Montreux International Piano Jazz Competition 2007). Er ist außerdem Preisträger der Meyer-Stiftung und der Mécénat Musical Société Générale.
Sein Album Mikado gewann 2014 den Grand Prix der Akademie Charles Cros für das beste internationale Jazzalbum des Jahres. 2016 wurde er mit dem Prix Django Reinhardt als „bester französischer Jazzmusiker des Jahres“ ausgezeichnet. Außerdem wurde er bei einer Umfrage von Jazz Magazine unter seinen Kritikern zum besten jungen französischen Jazztalent des Jahres gewählt.

## Diskographische Hinweise
- Unveiling (Laborie Jazz 2010, mit Simon Tailleu, Elie Duris)
- Mikado (Laborie Jazz 2014)
- Alcazar Memories (Laborie Jazz/Socadisc 2017)
- The Party (Laborie Jazz/Socadisc 2017)
- Paul Lay & Éric Le Lann: Thanks a Million (Gazebo 2018)
- Edward Perraud, Bruno Chevillon, Paul Lay Espaces (2018)